# Hyperskeles choreutidea
Hyperskeles choreutidea är en fjärilsart som beskrevs av Butler 1883. Hyperskeles choreutidea ingår i släktet Hyperskeles och familjen plattmalar. Inga underarter finns listade i Catalogue of Life.